# Betasyrphus stuckenbergi
Betasyrphus stuckenbergi är en tvåvingeart som först beskrevs av Keiser 1971.  Betasyrphus stuckenbergi ingår i släktet Betasyrphus och familjen blomflugor.
Artens utbredningsområde är Madagaskar. Inga underarter finns listade i Catalogue of Life.